# Alwyn Howard Gentry
Alwyn Howard Gentry (Clay Center, 6 gennaio 1945 – Ecuador, 3 agosto 1993) è stato un botanico statunitense che contribuì in maniera significativa alla conoscenza della vegetazione delle foreste tropicali.

## Biografia

### Studi
Gentry si diplomò nel 1963 presso la Clay Center Community High School. Si diplomò poi presso la Kansas State University nel 1967 con un B.A. in Fisica e un B.S. in Botanica e Zoologia.
Si laureò nel 1969 presso la University of Wisconsin–Madison con una tesi sul genere Tabebuia (Bignoniaceae) dell'America Centrale, un soggetto che continuò a studiare presso la Università Washington a Saint Louis, Missouri, dove conseguì il dottorato nel 1972, con una tesi dal titolo An Eco-evolutionary Study of the Bignoniaceae of South Central America.

### Carriera
Gentry trascorse la sua intera vita professionale presso il Missouri Botanical Garden, iniziando come assistente curatore nell'ottobre 1972.
Nel 1974, compì il primo viaggio in Perù, un paese che divenne il punto focale di molto del suo lavoro successivo.
Compì il secondo viaggio in Perù nel 1976 e al momento della sua morte aveva visitato il paese 33 volte.
Mantenne comunque il suo interesse per le Bignoniaceae: suoi contributi sulla famiglia comparvero in nove volumi, tra cui il Flora of Panama, e altri cinque erano in stampa quando morì.
Una delle maggiori innovazioni di Gentry fu l'uso di campioni esplorativi come strumento per stabilire la composizione e la struttura delle foreste tropicali, metodo noto come Gentry Forest Transect.
Il suo metodo, associato alla sua conoscenza enciclopedica delle piante tropicali, gli permetteva di campionare un sito in pochi giorni e, nel corso della sua carriera, accumulò dati da oltre 200 esplorazioni compiute in tutto il mondo.
Nel 1990, Conservation International avviò un Rapid Assessment Program (RAP) per eseguire valutazioni rapide delle aree ritenute meritevoli di conservazione. Il metodo di esplorazione di Gentry si adattava bene a questo lavoro ed egli fu coinvolto in misura sempre maggiore come membro del gruppo RAP.

### Morte
Il 3 agosto 1993, Alwyn Gentry si trovava nell'Ecuador occidentale per una missione RAP, quando il piccolo aeroplano su cui viaggiava si schiantò contro il pendio di una montagna vicino a Guayaquil.
Nell'incidente morirono quattro persone (il pilota, Gentry, l'ornitologo americano Theodore A. Parker III e l'ecologo ecuadoregno Eduardo Aspiazu), mentre altri tre ricercatori sopravvissero.
Parker e Gentry sono commemorati nel corso dell'annuale Parker/Gentry Award for Conservation Biology organizzato dal Field Museum of Natural History.

## Opere principali
Alwyn Gentry fu prolifico sia come autore sia come raccoglitore di piante. Pubblicò oltre 200 lavori e ne aveva altrettanti in lavorazione quando morì. Raccolse oltre 80 000 campioni di piante, centinaia dei quali si sono rivelati essere di specie mai prima descritte. A causa del fatto che molte piante che trovò nel corso dei suoi viaggi di campionamento non erano piante floreali, Gentry sviluppò la capacità di identificare le specie da campioni in stato vegetativo, non solo dai fiori e dai frutti, una capacità che lo portò alla pubblicazione del volume Field Guide to the Families and Genera of Woody Plants of Northwest South America, completato solo alcuni mesi prima della sua morte.

## Onorificenze
In onore di Gentry sono state denominate parecchie specie di piante, tra le quali: Acidocroton gentryi, Citharexylum gentryi, Crossothamnus gentryi, Eleutherodactylus gentryi, Hedyosmum gentryi, Metalepis gentryi, Palicourea gentryi, Phyllanthus gentryi, Sobralia gentryi e Zamia gentryi, così come una specie di uccello, Herpsilochmus gentryi.
In molti casi, Gentry fu direttamente coinvolto nella raccolta di campioni di queste piante.